# クマシメジ
クマシメジ（熊占地・熊湿地、学名: Tricholoma terreum）はキシメジ科キシメジ属に属する中型のキノコ（菌類）。食用キノコの一つ。
日本各地のほか、北半球温帯以北、オーストラリアに分布する。
菌根菌（共生性）。夏から晩秋、ときに初冬まで、里山の雑木林や、アカマツ、モミなどの針葉樹林内の地上に発生する。

## 形態
子実体は傘と柄からなる。傘の径は4 - 8センチメートル (cm) 。最初まんじゅう形で、のちに開くと、中高の扁平となる。傘の表面は暗灰色から暗褐色で、しばしば中央部はやや濃色を呈し、黒い綿毛が密生してフェルト状から細かい鱗片状となる。傘裏のヒダは、灰白色から灰色で、やや疎らに配列し、柄に対して湾生または垂生する。
柄は中実で、長さ3 - 8 cm、太さ1 - 2 cmの円柱状で、表面は白色から薄い灰色、基部はやや細くなって土がつく。幼菌時は傘縁部とのあいだにヒダを覆うクモの巣状の膜があるとする図鑑と、クモの巣状の膜が覆うことがないとする図鑑がある。肉は灰白色。
担子胞子は大きさ6 - 8 × 4 - 6マイクロメートル (μm) の広楕円形で、薄壁、非アミロイド性。胞子紋は白色。

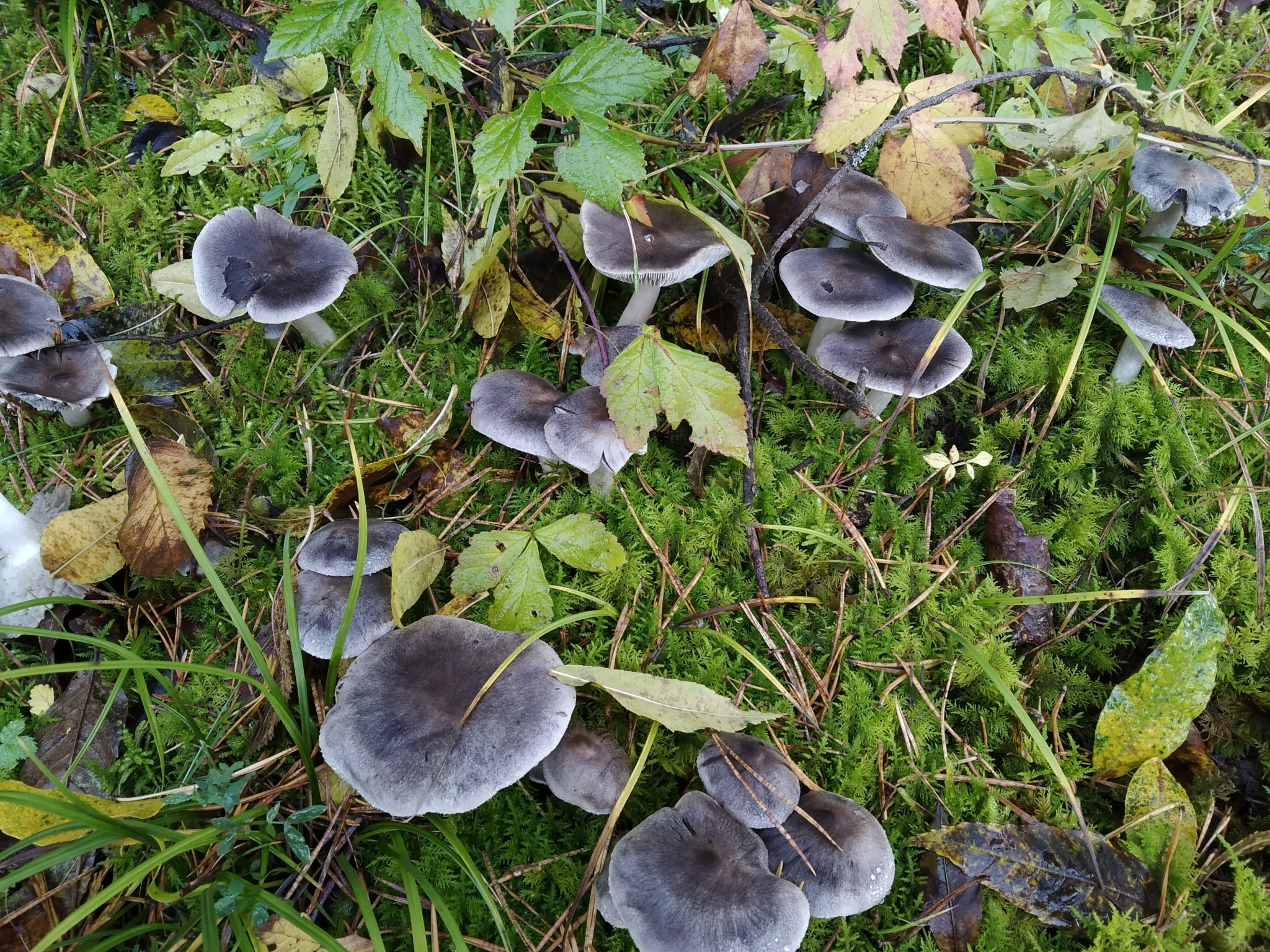
地上に発生したクマシメジ
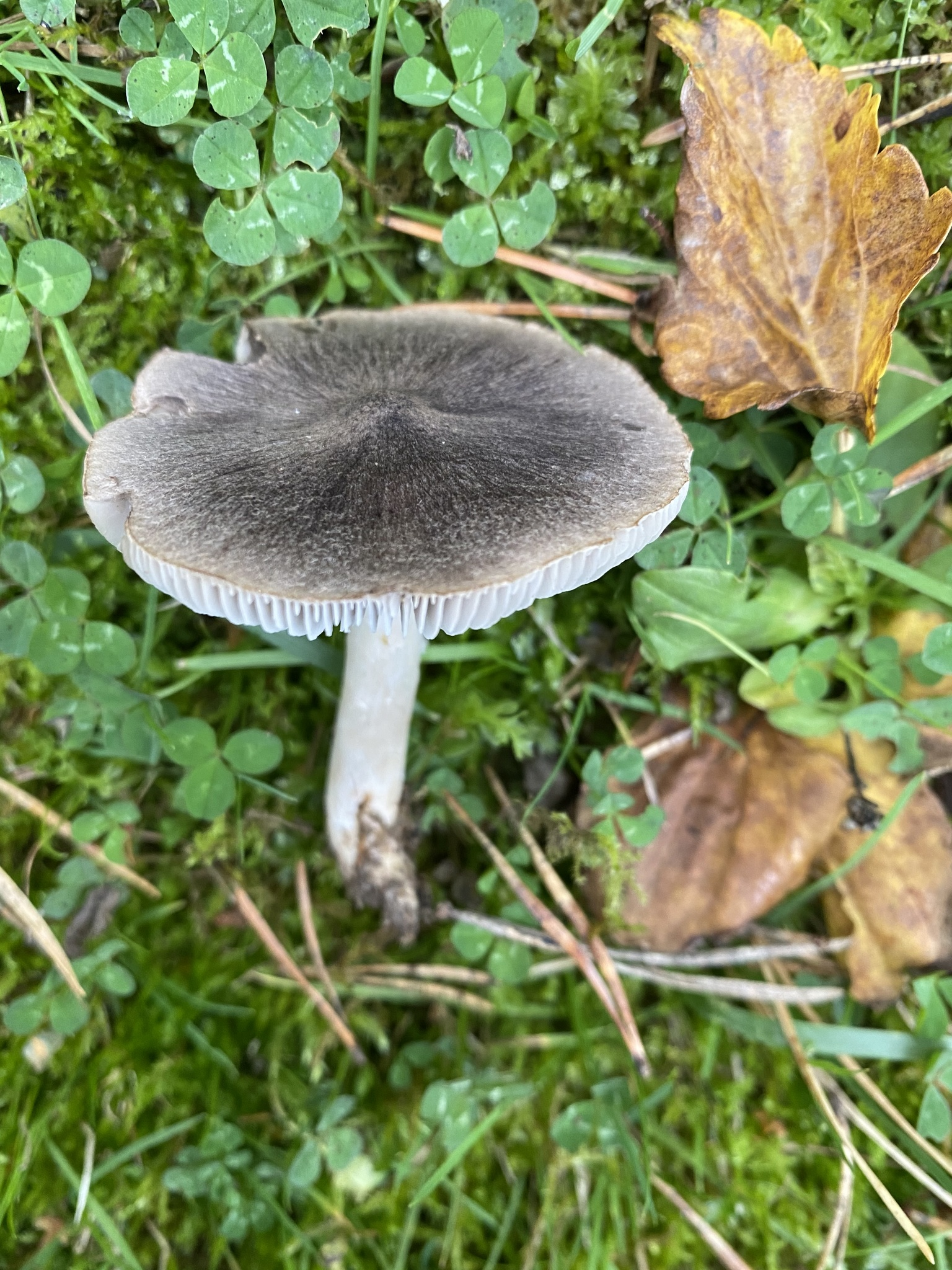
開いた傘は中高の扁平
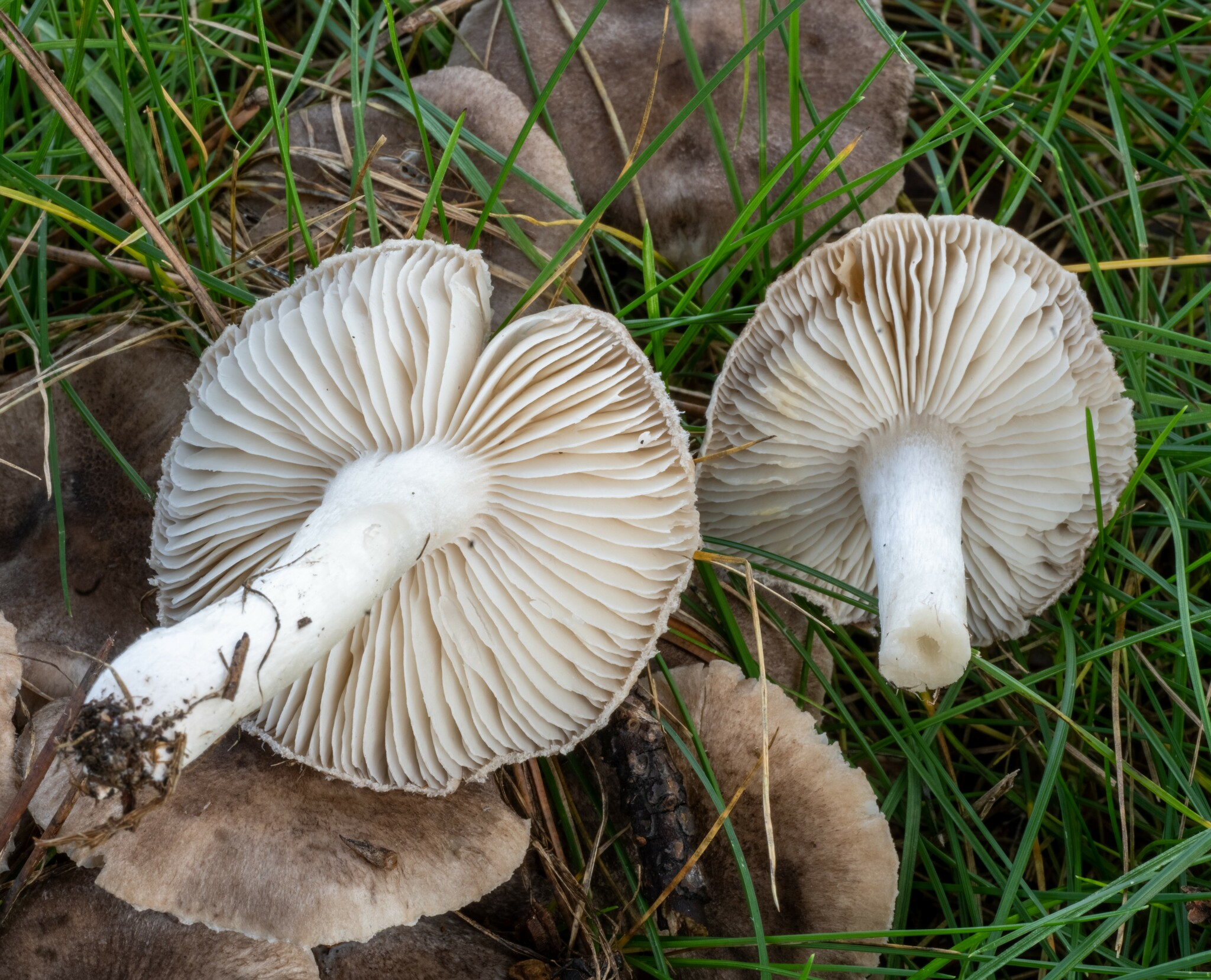
ヒダは白くやや疎ら
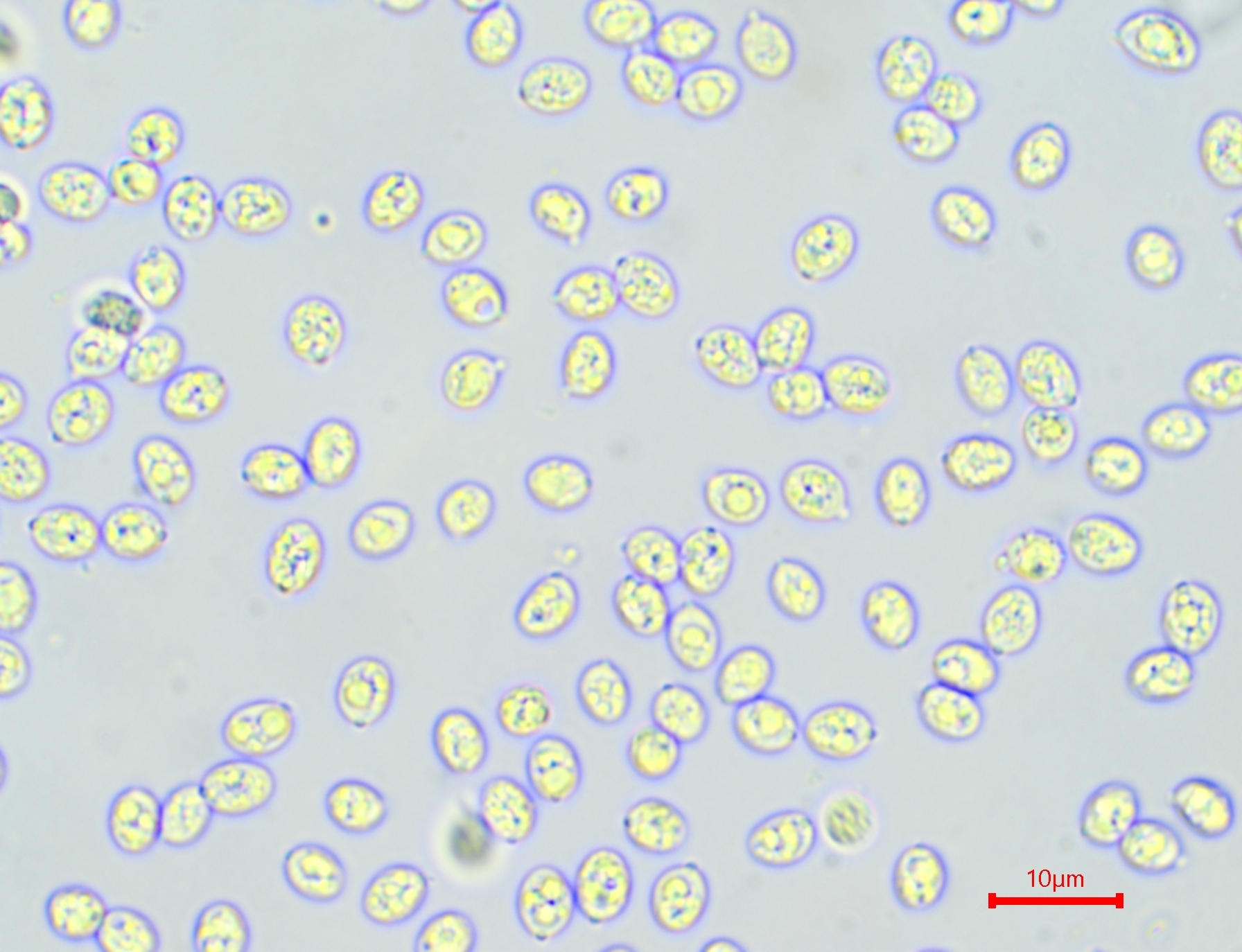
胞子の顕微鏡画像

## 食用
食用することができるキノコで、油を使って炒めたり、煮込み料理に向いている。大きなものは長さを揃えて切って串に刺し、味噌だれを塗って串焼きにしても美味しくいただける。

## 似ているキノコ
海岸の針葉樹林には、大きさや形がよく似たハマシメジ（Tricholoma myomyces）が生える。